# Shun Satō
Shun Satō ( (佐藤 駿?, Satō Shun); Sendai, 6 febbraio 2004) è un pattinatore artistico su ghiaccio giapponese. Ha vinto una medaglia d'argento (2024) e una di bronzo (2023) al Campionato dei Quattro continenti, il titolo alla Finale del Grand Prix junior a Torino nel 2019 e ha fatto parte della squadra giapponese vincitrice del bronzo al World Team Trophy 2023.

## Carriera agonistica
Sato è nato a Sendai il 6 febbraio del 2004. Il suo idolo è Yuzuru Hanyu. Proprio osservando i salti di Hanyu, Sato è riuscito a migliorare la sua tecnica di salto.
A causa del terremoto del Tohoku del 2011, Sato si è trasferito per qualche tempo a Saitama. Nel 2018 Sato si è trasferito nuovamente a Saitama a causa di un trasferimento di lavoro del padre e ha iniziato ad allenarsi con Tadao Kusata.
Sato ha vinto la finale junior del Grand Prix nel 2019 grazie al terzo programma corto e al miglior libero, un programma che comprendeva il primo quadruplo lutz da lui eseguito in competizione. Al Campionato mondiale junior il lutz eseguito solo doppio e una caduta sul quadruplo toe loop gli hanno consentito di piazzarsi solamente al sesto posto.
Nell'autunno del 2020 Sato ha esordito nel Grand Prix senior all'NHK Trophy, una gara dal campo di partecipazione ridotto a causa della pandemia di COVID-19. Settimo dopo il programma corto, Sato ha concluso la gara in quarta posizione. Nel successivo Campionato nazionale si è classificato quinto.
Sato ha vinto la medaglia d'argento agli Internationaux de France del 2021. Durante gli allenamenti ufficiali di Skate America Sato è caduto e si è infortunato alla spalla sinistra. Sato ha deciso di gareggiare ugualmente, concludendo la competizione al quarto posto, ma l'infortunio lo ha condizionato per il resto della stagione. Nel libero al Campionato nazionale ha atterrato correttamente il quadruplo lutz ma ha commesso diversi errori: ha ricevuto una chiamata di filo errato sul quadruplo flip, ha messo una mano sul ghiaccio sulla combinazione quadruplo toe loop-doppio toe loop, ha fatto uno step out sul secondo quadruplo toe loop ed è caduto su un triplo flip in combinazione, concludendo la gara al settimo posto.
Nel 2023 si è iscritto all'Università Meiji. Al Campionato dei Quattro continenti del 2023 ha eseguito il sesto programma corto. Grazie a un libero che comprendeva un quadruplo lutz e un quadruplo toe loop all'inizio del programma, e un triplo axel nella seconda metà, è riuscito a vincere la medaglia di bronzo.

## Risultati
| Internazionali | Internazionali | Internazionali | Internazionali | Internazionali | Internazionali | Internazionali | Internazionali | Internazionali |
| Evento | 2017–18        | 2018–19        | 2019–20        | 2020–21        | 2021–22        | 2022–23        | 2023–24        | 2024-25        |
| --- | -------------- | -------------- | -------------- | -------------- | -------------- | -------------- | -------------- | -------------- |
| Campionati mondiali |                |                |                |                |                |                |                | 6°             |
| Campionati dei Quattro continenti |                |                |                |                |                | 3°             | 2°             |                |
| GP Finale |                |                |                |                |                | 4°             |                | 3°             |
| GP Cup of China |                |                |                |                |                |                |                | 1°             |
| GP della Finlandia |                |                |                |                |                | 2°             | 2°             |                |
| GP France |                |                |                |                | 2°             |                |                |                |
| GP NHK Trophy |                |                |                | 5°             |                |                |                |                |
| GP Skate America |                |                |                |                | 4°             |                | 3°             |                |
| GP Skate Canada |                |                |                |                |                |                |                | 2°             |
| GP John Wilson Trophy |                |                |                |                |                | 3°             |                |                |
| CS Asian Open |                |                |                |                | 2°             |                |                |                |
| CS Lombardia Trophy |                |                |                |                |                |                |                | 3°             |
| CS Finlandia Trophy |                |                |                |                |                |                | 2°             |                |
| Asian Winter Games |                |                |                |                |                |                |                | 5°             |
| Universiadi |                |                |                |                |                | 5°             |                | 5°             |
| Bavarian Open |                |                | 1°             |                |                |                |                |                |
| Challenge Cup |                |                |                |                |                | 1°             |                |                |
| Internazionali: Juniores |                |                |                |                |                |                |                |                |
| Campionati mondiali |                |                | 6°             |                | R              |                |                |                |
| JGP Finale |                |                | 1°             |                |                |                |                |                |
| JGP Croazia |                |                | 3°             |                |                |                |                |                |
| JGP USA |                |                | 1°             |                |                |                |                |                |
| Challenge Cup |                | 1°             |                |                |                |                |                |                |
| Bavarian Open | 2°             |                |                |                |                |                |                |                |
| Nazionali |                |                |                |                |                |                |                |                |
| Campionati giapponesi | 16°            | 12°            | 5°             | 5°             | 7°             | 4°             | 5°             | 7°             |
| Campionati giapponesi junior | 6°             | 2°             | 2°             |                |                |                |                |                |
| Eastern Sect. | 1°J            | 2° J           | 3° J           | 1°             |                |                | 1°             |                |
| Kanto Reg. |                | 1° J           |                | 2°             |                |                |                |                |
| Tohoku-Hokkaido Reg. | 2° J           |                |                |                |                |                |                |                |
| Tokyo Reg. |                |                |                |                |                | 4°             | 2°             | 1°             |
| Eventi a squadre |                |                |                |                |                |                |                |                |
| World Team Trophy |                |                |                |                |                | 3° S 10° P     |                | 2º S 4º P      |
| Japan Open |                |                |                |                | 1° S 2° P      |                |                |                |
| A = Assegnato; R = Ritirato; Categorie: J = Junior S = Risultato della squadra; P = Risultato personale. Medaglie assegnate solo per il risultato della squadra. |                |                |                |                |                |                |                |                |